# بکستریت بویز
بَکسْتریت بویز (به انگلیسی: Backstreet Boys) یک گروه موسیقی آمریکایی است که در سال ۱۹۹۳ در شهر اورلاندو از ایالات فلوریدا شروع به کار کرد. ارتاعضای اصلی گروه عبارتند از اِ.ج. مکلین، هاوی دوراو، برایان لیترل، نیک کارتر و کوین ریچاردسون.
آن‌ها با اولین آلبوم بین‌المللی خود به نام "بکستریت بویز" در سال ۱۹۹۶ طرفداران بسیاری را به خود جلب کردند. در سال بعد نیز با انتشار یک آلبوم بین‌المللی دیگر به نام "Backstreet's back" و انتشار همین آلبوم برای اولین بار در آمریکا یک موفقیت جهانی دیگر برای خود کسب کردند. وقتی آن‌ها در سال ۱۹۹۹ آلبوم "Millennium" را منتشر کردند نه تنها در عرصه موسیقی و در جشنواره‌های موسیقی بلکه در بین بسیاری از مردم دنیا محبوبیت ویژه ای پیدا کردند؛ و سال بعد نیز آلبوم "Black & Blue" را منتشر کردند.
بعد از ۳ سال وقفه در کارشان آلبوم دیگری به نام"Never gone " را در سال ۲۰۰۵ ارائه کردند. پس از پایان تور "Never gone" در سال ۲۰۰۶ کوین ریچاردسون گروه را برای اهداف خاصی در زندگی اش ترک کرد. سپس گروه، دو آلبوم "Unbreakable" را در سال ۲۰۰۷ و "This is us" را در سال ۲۰۰۹ به صورت چهار نفره منتشر کردند.
در سال ۲۰۱۲ گروه اعلام کرد ریچاردسون دوباره به گروه پیوسته‌است. در سال بعد ۲۰۱۳ آن‌ها بیستمین سالگرد تأسیس گروه را جشن گرفتند و آلبومی را به نام "In a world like this" در همین سال منتشر کردند. همچنین در ژانویه ۲۰۱۵ فیلم مستند Backstreet Boys: Show 'Em What You're Made Of را اکران کردند.
در سال ۲۰۱۹ نهمین آلبوم خود را به نام دی‌ان‌ای منتشر کردند.
گروه بک استریت بویز تا به حال ۱۳۰ میلیون نسخه آلبوم در سرتاسر دنیا به فروش رسانده‌اند، که باعث شده تا آن‌ها پر فروش‌ترین گروه پسران در تمام عرصه موسیقی عنوان شوند، و نام خود را در فهرست پرفروش‌ترین هنرمندان موسیقی ثبت کنند. بنا به گزارش بیلبورد بعد از «صده» آن‌ها اولین گروهی هستند که ۷ آلبوم اول آن‌ها به ۱۰ آلبوم برتر بیلبورد رسیده‌است. همچنین آن‌ها یک ستاره در پیاده‌روی مشاهیر هالیوود در ۲۰۱۲ کسب کرده‌اند.

## شروع کار
کوین ریچاردسون و پسر خاله‌اش برایان لیترل هر دو از شهر لکسینتون از ایالات کنتاکی بودند. آن‌ها در ابتدا شروع به خواندن در کلیسای محلی خود و فستیوال‌های شهرشان از همان دوران کودکی کردند. هاوی دوراو و اِ.ج. مکلین نیز از اهالی شهر اورلاندو از ایالات فلوریدا بودند که بعداً از طریق شرکت در تست بازیگری برای ساخت یک آگهی تلویزیونی با نیک کارتر آشنا شدند. آن‌ها در آن تست نقطه مشترکی در صدای یکدیگر پیدا کردند و تصمیم به تشکیل یک گروه ۳ نفره را دادند. در آن هنگام ریچاردسون به اورلاندو مهاجرت کرده بود و به عنوان راهنمای تور در دنیای دیزنی اورلاندو شروع به کار کرد و شب‌ها نیز تمرین موسیقی می‌کرد.
بعد از مدتی توسط یکی از همکارانش او با دوراو و کارتر و مک لیین آشنا شد و در آن هنگام آن‌ها تصمیم به تشکیل یک گروه ۴ نفره را گرفتند. بعد از مدتی همکاری اعضای گروه با پیشنهاد ریچاردسون برای دعوت از برایان لیترل موافقت کردند و بعد از سفر برایان به اورلاندو این گروه با ۵ عضو شروع به ساخت موسیقی کردند. در این حین بود که «لو پیرلمن» در سال ۱۳۷۱ در روزنامه نیازمندی‌های اورلاندو آگهی برای تست خوانندگی برای تشکیل یک گروه پسران چاپ کرد. ا.ج. اولین شخصی بود که برای این تست شرکت کرد و قبول شد. در دی ماه همان سال که هنوز مشغول تست گرفتن از بین مراجعان و علاقه‌مندان بود بعد از مشاهده اجراهای دیگر دوستان ا.ج. تصمیم گرفت تا آن‌ها را نیز در گروه خود مشارکت دهد. پیرلمن سپس تصمیم گرفت تا نام گروه را به تبعیت از سوپر مارکت محل خود «بک استریت بویز» بگذارد. اولین اجرای رسمی گروه در پارک آبی و آکواریوم «سی وورلد» اورلاندو در اردیبهشت ۱۳۷۲ صورت گرفت.

## لیست آلبوم‌های بکستریت بویز
- Backstreet Boys / 1996
- Backstreet's Back / 1997
- Millennium / 1999
- Black & Blue / 2000
- Never Gone / 2005
- Unbreakable / 2007
- This Is Us / 2009
- In a World Like This / 2013
- دی‌ان‌ای / ۲۰۱۹

## فیلم‌های سینمایی
- این آخرشه / ۲۰۱۳
- Backstreet Boys: Show 'Em What You're Made Of / 2015
- Dead 7 / 2016

## اعضا
- برایان لیترل (۱۹۹۳ تاکنون)
- نیک کارتر (۱۹۹۳ تاکنون)
- هاوی دوراو (۱۹۹۳ تاکنون)
- کوین ریچاردسون (۱۹۹۳ تا ۲۰۰۶ و ۲۰۱۲ تاکنون)
- اِ.ج. مکلین (۱۹۹۳ تاکنون)

## جوایز
تاکنون هفت بار نامزد دریافت جایزه گرمی شده‌اند، همچنین دو جایزه موسیقی آمریکا، هفت جایزه موسیقی بیلبورد، دو جایزه موزیک ویدئوی ام‌تی‌وی، یک جایزه جونو و بسیاری دیگر را دریافت کرده‌اند.